# Сотник Юрій В'ячеславович
Юрій В'ячеславович Сотник (рос. Ю́рий Вячесла́вович Со́тник; 14 червня 1914, Владикавказ, Російська імперія — 3 грудня 1997, Москва, Росія) — радянський та російський письменник, драматург, автор книг для підлітків. Член Спілки письменників Росії.

## Біографічні відомості
Народився 14 червня 1914 р. у Владикавказі. Друкується з 1933 р. Автор сценаріїв фільмів: «Команда з нашої вулиці» (1953), «Дресувальники» (1961), «Від семи до дванадцяти» (1965).
За мотивами його оповідань на Київській кіностудії ім. О. Довженка Алла Сурикова створила стрічку «Припустимо — ти капітан...» (1976, співавт. сцен.).
Перу Сотника також належить повість дитячої фантастики «Еліксир Купрум Еса» (1978).

## Екранізації творів
- «Команда з нашої вулиці» (1953, автор сценар.; Київська кіностудія)
- «Дресирувальники» (1961, к/м, за однойменним оповіданням Юрія Сотника; Ялтинська кіностудія художніх фільмів)
- «Як я був самостійним» (1962, к/м)
- «Важкі діти»/ рос. Трудные дети (1963, за оповіданням Юрія Сотника; Ялтинська кіностудія художніх фільмів)
- «Від семи до дванадцяти» (дитячий кіноальманах): новела «Надзвичайна ситуація у п'ятому „Б“» (1965, авт. сценар.)
- «Два дні чудес» (1970, за п'єсою Юрія Сотника «Просто жах!..»)
- «Пригода не вдалася» (1974, фільм-спектакль; автор сценар.)
- «Припустимо — ти капітан...» (1976, співавт. сцен.)
- «Петькова авантюра» (1978, к/м, за однойменною п'єсою Юрія Сотника; автор сценар.)
- «Просто жах!» (1982, за мотивами однойменної п'єси Юрія Сотника; Одеська кіностудія)
- «Як я був самостійним» (1987, к/м, за однойменною повістю Юрія Сотника)
- «Шукачі» (2001, російський телесеріал; за мотивами оповідань Юрія Сотника)